# Elfwine z Deiry
Elfwine z Deiry (Ælfwine; data urodzenia nieznana, zm. 679) – król Deiry w latach 670–679.
Elfwine był synem Oswiu z Northumbrii i bratem Egfryta. Kiedy Egfryt zasiadł na tronie Nortumbrii, wyznaczył swego brata na króla subkrólestwa Deiry. Elfwine był wówczas jeszcze chłopcem, a Deira na trwałe złączona była z Nortumbrią, dlatego historycy wnioskują, że nominacja była raczej wyznaczeniem młodzieńca na spadkobiercę bezdzietnego władcy.
Elfwine nie zdążył jednak zasiąść na tronie Nortumbrii, gdyż zginął w walce z Mercyjczykami nad rzeką Trent w 679. Jako że chłopiec cieszył się powszechną sympatią, istniało ryzyko, że jego śmierć na nowo rozpali konflikt między dwoma państwami. Zapobiegła temu interwencja arcybiskupa Canterbury Teodora, który nakłonił Egfryta do przyjęcia zadośćuczynienia za śmierć brata i następcy od Etelreda z Mercji.